# MSV Olmütz
Der Militär-Sportverein Olmütz war ein Fußballverein aus dem ostmährischen Olmütz, dem heute in Tschechien gelegenen Olomouc.

## Geschichte
Über die Gründung des Vereins ist derzeit nichts bekannt. Die Fußballmannschaft nahm an der 1943 neu gegründeten Gauliga Böhmen-Mähren teil und wurde dort mit deutlichem Abstand hinter dem MSV Brünn und knapp hinter dem MSV Kremsier Dritter in der Gruppe Mähren. Inwieweit zumindest zu Beginn der folgenden Spielzeit noch Spielbetrieb stattfand ist unklar, der Verein ging jedoch mit dem Deutschen Reich unter.